# سموع العليا (جبلة)

تعديل مصدري - تعديل

سموع العليا هي إحدى قرى عزلة انامر اعلى بمديرية جبلة التابعة لمحافظة إب، بلغ تعداد سكانها 440 نسمة حسب تعداد اليمن لعام 2004.